# СОВО
Сводный оперативно-войсковой отряд (СОВО) — в Советском Союзе временное оперативно-войсковое подразделение, формируемое под определённую задачу из сотрудников МВД, КГБ и военнослужащих Вооружённых Сил (сухопутных, пограничных и внутренних войск) с целью решения внезапно возникающих задач по освобождению заложников, освобождению захваченного воздушного судна, задержанию или ликвидации особо опасной вооружённой преступной группы, пресечению бунтов в местах лишения свободы.
До создания в СССР специальных подразделений по борьбе с терроризмом, освобождению заложников, задержанию либо ликвидации вооружённых особо опасных преступников, совместной инструкцией МВД, КГБ и МО СССР эти задачи были возложены на СОВО.
Подразделение не было постоянным, оно создавалось в конкретных условиях под конкретную боевую задачу.
В состав подразделения, по решению руководителя оперативного штаба по проведению операции, в зависимости от решаемых задач, могли входить сотрудники милиции, КГБ, учреждений по исполнению наказания, военнослужащие внутренних войск, пограничных войск, Советской Армии. Назначался командир отряда, командиры групп. На время проведения операции все сотрудники и военнослужащие, привлеченные в СОВО, находились в оперативном подчинении руководителя операции. Лица, задействованные в мероприятиях, прибывали в штатной экипировке с табельным оружием.

## Численность
Численность отряда не ограничивалась. В зависимости от сложности задачи, по решению руководителей силовых ведомств, ответственных за формирование подразделения, она могла быть разной, от нескольких десятков (при задержании 1—2 вооружённых преступников) до нескольких сотен (при ликвидации бунта и освобождении заложников в учреждении исполнения наказания).

## Структура и задачи
Сотрудники, входившие в СОВО, в зависимости от профессиональной направленности, уровня подготовки и штатного вооружения разбивались на следующие группы:
- Группа разведки, сбора информации и анализа — сбор информации о преступниках, месте их нахождения, вооружении, расположении помещений здания, воздушного судна, местоположении заложников, анализ полученной информации с целью последующего доклада руководителю штаба.
- Группа ведения переговоров — непосредственное ведение переговоров с преступниками.
- Группа блокирования — блокирование места проведения операции, цель — воспрепятствовать преступникам скрыться с места происшествия.
- Группа прикрытия — снайперское и огневое обеспечение операции, прикрытие огнём группы захвата во время штурма.
- Группа захвата — проведение штурма, непосредственное задержание или ликвидация преступников.
- Группа эвакуации — обеспечение эвакуации заложников и пострадавших в ходе операции, оказание им первой медицинской помощи.
- Группа связи — обеспечение радиотелефонной связи руководителя штаба с участниками операции и вышестоящим руководством.
- Группа хозяйственного обеспечения — материально-техническое и хозяйственное обеспечение операции.

## Опыт боевого применения
В 1960—1970-е годы сводные отряды не раз применялись для решения особо резонансных, внезапно возникающих проблем криминального характера. Особенно характерным в то время было использование данного формирования для подавления бунтов в местах лишения свободы, которые происходили не так редко, как хотелось бы руководству страны. Действия СОВО легли в основу одного из эпизодов фильма «Беспредел», где показан бунт в колонии и действия властей по его подавлению.
Примером удачного боевого применения СОВО можно назвать операцию по освобождению заложников в самолёте, захваченном в аэропорту Быково в 1973 году. Учитывая, что подобные мероприятия в то время были засекречены и не подлежали огласке, подробности операции неизвестны. Известно только, что сводный отряд состоял из сотрудников МВД, КГБ и военнослужащих внутренних войск, обеспечивавших оцепление. Группа захвата состояла из оперативных работников столичной милиции. Возглавлял штаб министр внутренних дел Н. А. Щёлоков. Группу захвата возглавлял сотрудник МУРа старший лейтенант милиции Александр Попрядухин. Через несколько дней ему было присвоено звание Героя Советского Союза и внеочередное звание капитан милиции (как сообщила впоследствии газета Комсомольская Правда, «за задержание особо опасного преступника в парке Горького»).
Пример неудачной боевой операции — подавление протестов в Новочеркасске в 1962 году, когда из за просчётов в планировании, неверной оценки оперативной обстановки и, соответственно, необоснованно интенсивного применения силы (вплоть до ведения огня на поражение) возникли многочисленные жертвы среди участников выступления и посторонних лиц. Как и во время Тбилисских событий, имевших место гораздо позже, в 1989 году, опыт показал, что такими специфическими мероприятиями, как ликвидация массовых беспорядков, должны заниматься милиция и специальным образом подготовленные внутренние войска. Подмена этих сил армией и руководство операцией армейскими руководителями приводит к неоправданно высокому количеству жертв.
Несмотря на профессиональную подготовку руководителя операции и её участников, СОВО всё-таки был формированием временным, что сказывалось на слаженности действия коллектива. С учетом этого, в конце 1970-х годов было принято решение о создании специализированных, постоянных подразделений, способных решать указанные задачи. Так в КГБ появилась группа «А» («Альфа»), во внутренних войсках — УРСН, в милиции — ОМОН.